# What a Fool Believes
What a Fool Believes is een single van The Doobie Brothers uit 1978. B-kant is Don’t Stop to Watch the Wheels. What a Fool Believes is geschreven door Michael McDonald en Kenny Loggins. Het nummer won zowel de Grammy voor Best Record als voor Best Song op de 22e Grammy Awards in 1980. Het was de periode dat door de stem van McDonald de muziek een wat softere kant op ging; een vergelijking met bijvoorbeeld China Grove, een andere single van de band, maar pure rock, is haast niet te maken. De sfeer is die van tussen soul en rock in. Te veel rock voor soulliefhebbers (McDonald-fans) en te veel soul voor de pure rockliefhebbers (Doobie-fans), was destijds de mening. In de Verenigde Staten haalde het desondanks in 1979 de nummer 1-positie in de Billboard Hot 100; Nederland volgde pas veel later in 1986 met de twaalfde plaats als hoogste notering.
Een bijzonderheid is dat Michael Jackson beweerde op een van de opnamen te hebben meegezongen; zijn naam wordt echter niet op het bijbehorende album vermeld. Het lied gaat over een verloren gegane liefde, waarbij de man maar steeds nog denkt dat ze ooit naar hem zal terugkeren.

## Andere versies

### Kenny Loggins
Kenny Loggins had het nummer al eerder opgenomen op zijn album Nightwatch (1978) en ook weer later op zijn livealbum Kenny Loggins Alive (1980). Loggins en McDonald zongen het samen op wederom een Loggins livealbum Outside: From the Redwoods (zie YouTubefilmpje). De albums van Loggins zijn ten opzichte van die van The Doobie Brothers in Nederland vrij onbekend. Naast een 7”-single gaf Warner Brothers ook een 12”-inch-single uit, waarbij het nummer door Jim Burgess flink werd opgerekt tot 5:31. Voor degene die een beter hoorbare baspartij wenste, was deze versie een uitkomst (12”-singles kunnen de bastonen beter laten weergeven).

### Doobie Brothers ft. Sara Evans
In 2014 brachten The Doobie Brothers zelf een nieuwe versie uit op hun album Southbound; ditmaal als duet met zangeres Sara Evans.

### Overige artiesten
- 1980: Aretha Franklin - op het album Aretha[1]
- 1991: Matt Bianco - op het album Samba In Your Casa.
- 1991: George Michael - op het bootlegalbum Live in Birmingham.[2]
- 1997: The Wades - op het album The Feel Good Factor[3]
- 2000: Self - op het album Gizmodgery dat uitsluitend met speeldgoedinstrumenten werd opgenomen.
- 2019: Dionne Warwick - op het album She's Back

## Lijsten
| "What a Fool Believes" in de Nederlandse Top 40 Binnen: week 23/1986 | "What a Fool Believes" in de Nederlandse Top 40 Binnen: week 23/1986 | "What a Fool Believes" in de Nederlandse Top 40 Binnen: week 23/1986 | "What a Fool Believes" in de Nederlandse Top 40 Binnen: week 23/1986 | "What a Fool Believes" in de Nederlandse Top 40 Binnen: week 23/1986 | "What a Fool Believes" in de Nederlandse Top 40 Binnen: week 23/1986 | "What a Fool Believes" in de Nederlandse Top 40 Binnen: week 23/1986 | "What a Fool Believes" in de Nederlandse Top 40 Binnen: week 23/1986 | "What a Fool Believes" in de Nederlandse Top 40 Binnen: week 23/1986 |
| Week                                                                 | 1                                                                    | 2                                                                    | 3                                                                    | 4                                                                    | 5                                                                    | 6                                                                    | 7                                                                    |                                                                      |
| -------------------------------------------------------------------- | -------------------------------------------------------------------- | -------------------------------------------------------------------- | -------------------------------------------------------------------- | -------------------------------------------------------------------- | -------------------------------------------------------------------- | -------------------------------------------------------------------- | -------------------------------------------------------------------- | -------------------------------------------------------------------- |
| Nummer                                                               | 30                                                                   | 17                                                                   | 13                                                                   | 12                                                                   | 14                                                                   | 22                                                                   | 31                                                                   | uit                                                                  |

| "What a Fool Believes" in de Nederlandse Single Top 100 Binnen: 7-6-1986 | "What a Fool Believes" in de Nederlandse Single Top 100 Binnen: 7-6-1986 | "What a Fool Believes" in de Nederlandse Single Top 100 Binnen: 7-6-1986 | "What a Fool Believes" in de Nederlandse Single Top 100 Binnen: 7-6-1986 | "What a Fool Believes" in de Nederlandse Single Top 100 Binnen: 7-6-1986 | "What a Fool Believes" in de Nederlandse Single Top 100 Binnen: 7-6-1986 | "What a Fool Believes" in de Nederlandse Single Top 100 Binnen: 7-6-1986 | "What a Fool Believes" in de Nederlandse Single Top 100 Binnen: 7-6-1986 | "What a Fool Believes" in de Nederlandse Single Top 100 Binnen: 7-6-1986 | "What a Fool Believes" in de Nederlandse Single Top 100 Binnen: 7-6-1986 |
| Week                                                                     | 1                                                                        | 2                                                                        | 3                                                                        | 4                                                                        | 5                                                                        | 6                                                                        | 7                                                                        | 8                                                                        |                                                                          |
| ------------------------------------------------------------------------ | ------------------------------------------------------------------------ | ------------------------------------------------------------------------ | ------------------------------------------------------------------------ | ------------------------------------------------------------------------ | ------------------------------------------------------------------------ | ------------------------------------------------------------------------ | ------------------------------------------------------------------------ | ------------------------------------------------------------------------ | ------------------------------------------------------------------------ |
| Nummer                                                                   | 16                                                                       | 10                                                                       | 10                                                                       | 11                                                                       | 13                                                                       | 32                                                                       | 39                                                                       | 50                                                                       | uit                                                                      |

### NPO Radio 2 Top 2000
| Nummer met noteringen in de NPO Radio 2 Top 2000 | '99 | '00 | '01 | '02  | '03  | '04  | '05  | '06  | '07  | '08  | '09  | '10  | '11  | '12  | '13  | '14  | '15  | '16  | '17  | '18  | '19  | '20  | '21  | '22  | '23  | '24  |
| ------------------------------------------------ | --- | --- | --- | ---- | ---- | ---- | ---- | ---- | ---- | ---- | ---- | ---- | ---- | ---- | ---- | ---- | ---- | ---- | ---- | ---- | ---- | ---- | ---- | ---- | ---- | ---- |
| What a Fool Believes                             | 773 | -   | 985 | 1274 | 1432 | 1066 | 1416 | 1377 | 1598 | 1379 | 1942 | 1485 | 1610 | 1863 | 1684 | 1692 | 1539 | 1599 | 1124 | 1558 | 1502 | 1428 | 1441 | 1666 | 1782 | 1423 |

1. ↑  Een '-' betekent dat het nummer niet was genoteerd en een vetgedrukt getal geeft de hoogste notering aan.